# Erfjorden
Le Erfjorden est un fjord situé dans les communes de Suldal et Hjelmeland, dans le comté de Rogaland, en Norvège. Le fjord est long de 16 kilomètres. Il commence au petit village de Tysse, à Suldal, et se dirige vers le sud après le village de Hålandsosen, avant de faire un virage serré vers l’ouest et de se déverser dans le plus grand Nedstrandsfjorden. Le pont de l'Erfjord traverse le fjord, juste au nord de Hålandsosen. La partie la plus intérieure du fjord (au nord du pont) est parfois appelée le Tyssefjorden,.